# Cohabitat
Le cohabitat ou habitat groupé est une forme de communauté intentionnelle qui réunit quelques familles, ménages, habitants ou groupes d'habitants ayant décidé de mettre en commun leurs ressources pour concevoir, réaliser et financer ensemble leur logement, au sein d’un bâtiment ou d'un ensemble de bâtiments géré collectivement par une société dont ils sont fondateurs ou sociétaires. Ils décident alors de vivre selon des principes communs dont ils ont ensemble décidé des modalités, souvent autour de valeurs éthiques, sociales et environnementales communes.  

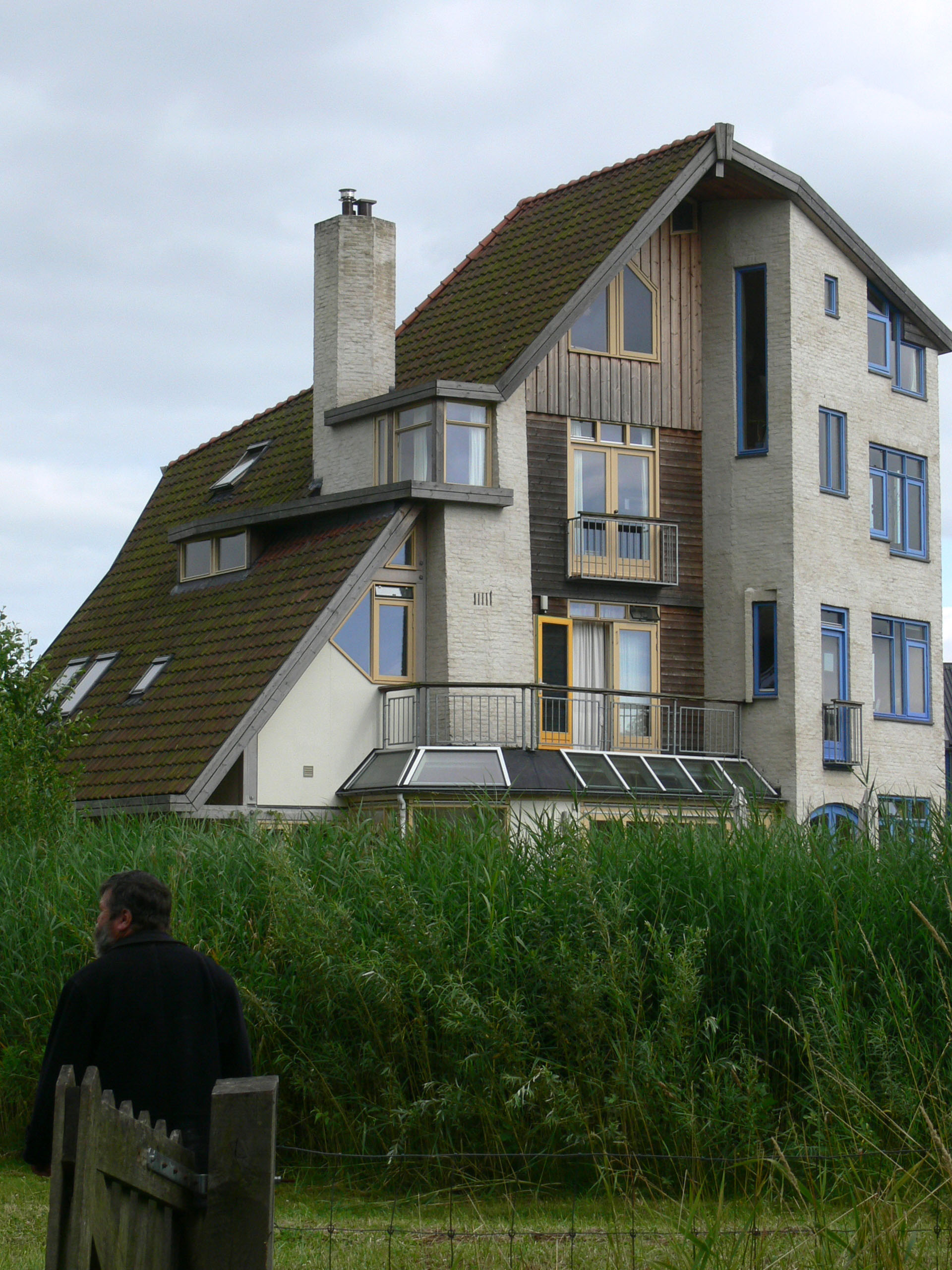
Grande maison collective, autoconstruite, dans le cadre de l'écoquartier néerlandais Eva-Lanxmeer

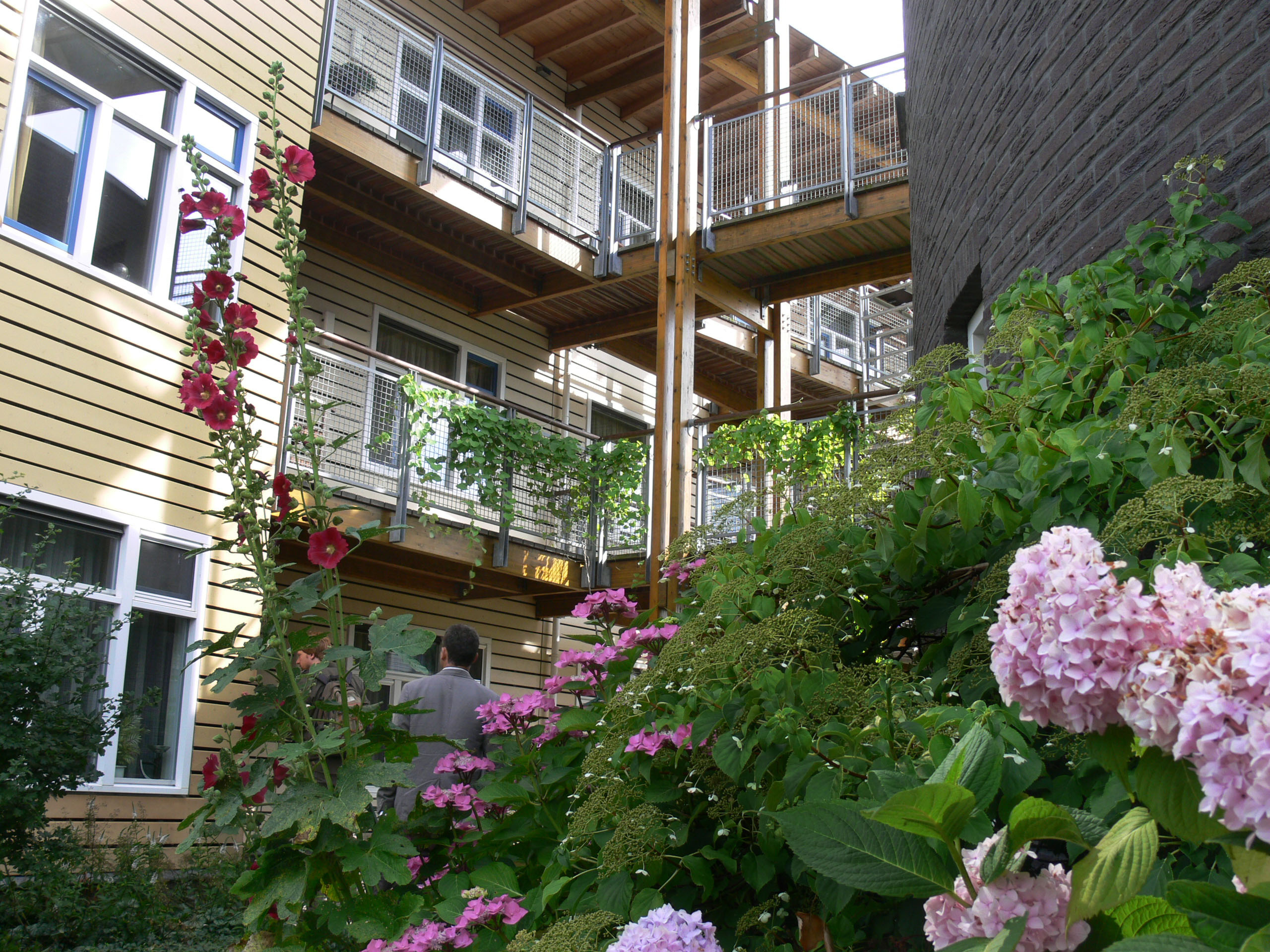
L'un des bâtiments du quartier des seniors de l'écoquartier Eva-Lanxmeer, dessiné par les seniors eux-mêmes avec l'architecte, autour d'un jardin partagé richement fleuri, au sein d'un groupe d'environ 250 maisons de haute qualité environnementale (à vendre ou à louer en habitat social à loyer modéré), associées à quelques immeubles de bureaux et une ferme urbaine ; la gestion du quartier reposant sur la participation constante de représentants des habitants et de leur association (BEL)

Les logements et locaux ou infrastructures de services peuvent éventuellement être construits via une coopérative d'habitation. Certains projets incluent un volet autoconstruction ou sont entièrement « autoconstruits ».
En France, en 2014 la loi ALUR a modifié le Code de la construction et de l'habitation pour permettre, tout en l'encadrant, la création de sociétés d'habitat participatif, de coopératives d'habitants et de sociétés d’autopromotion (promotion immobilière autogérée par les habitants). Selon l'étude d'impact de cette loi : « Constituant une troisième voie pour le logement, l’habitat participatif peut se décrire comme un regroupement de ménages mutualisant leurs ressources pour concevoir, réaliser et financer ensemble leur logement, au sein d’un bâtiment collectif. Selon les groupes, les projets sont construits dans le respect de valeurs essentielles comme la non spéculation, la solidarité, la mixité sociale, l’habitat sain et écologique, la mutualisation d’espaces et de ressources. Cette réappropriation de l’acte de concevoir leur logement témoigne du souhait d’un lien social renouvelé et contribue à la fabrication de la ville au sens large. »

## Origines du concept
Les théories et pratiques du cohabitat remontent en particulier aux différentes « utopies » du XIXe siècle, à l'instar de la phalanstère de Charles Fourier par exemple.

## Définitions et pluralité de vocables
Le terme « cohabitat » correspond au terme anglais de cohousing.
En France d'autres termes sont plus couramment employés :
- habitat participatif (ex : dans la loi ALUR en France)
- habitat groupé
- habitat coopératif
- habitat en autopromotion (ex : dans la loi ALUR en France)
- une combinaison de termes, par exemple « écohabitat groupé participatif »

## Description du cohabitat

### Architecture conçue par et pour ses habitants
Le concept de « cohabitat » comporte en amont la définition d'un modèle d'aménagement immobilier qui facilite les échanges humains au sein du groupe ; chaque dimension de l'aménagement physique des lieux est étudiée collectivement et prospectivement.
Le groupe des futurs habitants est maître d'ouvrage pour les trois phases immobilières : la conception, la réalisation et l'aménagement d'une habitation commune ou d'un ensemble d'habitations (écoquartier ou écovillage dans certains cas).
Le cohabitat comprend des parties privatives et des parties communes. 
Très généralement, la partie privative comprend le lieu de vie « intime », privé de l'unité familiale, les parties communes étant destinées aux activités partagées entre plusieurs familles, et aux rencontres informelles. Ces dernières parties peuvent aussi offrir des lieux de service (buanderie, salle de loisirs, chambres pour les invités, atelier, garage, espace de coworking ou de télétravail, prêt ou location de vélos ou voitures partagées, etc.). Un smart grid et des équipements permettant une plus ou moins grande autonomie énergétique sont parfois associés au projet.

### Traits communs
Comme le montre notamment l'étude de Gréboval en 2012 il y a des caractéristiques communes et des variantes à tous les cohabitats.
Parmi ces caractéristiques on trouve :
1. La recherche d'un logement permettant une qualité de vie élevée pour un coût faible ou raisonnable ;
2. Un processus participatif qui va de l'établissement des valeurs aux éléments les plus concrets de la réalisation ;
3. La conception puis la réalisation d'un ensemble nommé de différentes manières - écoquartier, écohabitat, etc.
4. Des lieux et des équipements communs ;
5. Une gestion par les résidents ;
6. Une structure non hiérarchique de prise de décisions ;
7. Pas d'économie communautaire partagée (c'est-à-dire qu'il n'y a pas d'exploitation d'un commerce commun).

Parmi les principes déclinés dans les cohabitats on trouve :
1. Une maison commune qui ancre la communauté - par exemple avec une salle polyvalente et une salle calme ;
2. Des sentiers piétonniers qui lient la maison commune aux unités privées. La circulation naturelle des habitants doit les amener à se croiser et à se rencontrer, de manière à favoriser les contacts informels, fortuits qui alimentent la vie sociale. Souvent des jardins partagés y sont associés (seuls ou en plus de jardins privés) ;
3. La cuisine (fenêtre et/ou porte) de chaque unité privée qui donne sur le sentier piétonnier ou sur un espace commun ;
4. Les automobiles (éventuellement partagées) demeurent en périphérie de l'ensemble, de manière à assurer le calme et la convivialité du lieu.

Les repas communs plus ou moins fréquents sont généralement vus comme partie intégrante de la vie du cohabitat, en gage de lien social, de moment de création de l'esprit de solidarité dans le groupe. Ils peuvent avoir lieu à des rythmes divers, généralement une fois par mois, dans certains lieux une fois par semaine.
La plupart des groupes vivants en cohabitat organisent également des journées de « chantier », d'entretien des communs, de l'ordre d'une fois par mois.

### Valeurs du vivre ensemble
La vie en communauté intentionnelle et les formes d'habitat participatif ont des valeurs de référence dont la palette varie selon les cas, mais qui est généralement définie dans une charte ou un règlement rédigée en commun par les fondateurs du projet.
Les processus, principes et critères de prise de décision - par consentement par exemple - et de gouvernance sont décrits dans les statuts de la structure juridique qui crée le projet et qui l'inscrit socialement.
Les modalités d'articulation juridique particulière des participants sont élaborées dans le Pacte d'associés et plus ou moins fortement cadrées par la législation (loi ALUR en France depuis 1994).
Les dimensions des pratiques sociales sont décrites dans un règlement intérieur.

### Avantages sociaux, financiers et environnementaux
Le groupement de ménages et le partage d'espaces
- réduisent la consommation d'électricité et l'empreinte écologique
- encouragent les échanges sociaux et renforce la solidarité

Entreprendre la construction d'un habitat groupé
- évite les frais du promoteur immobilier
- réalise un habitat conçu selon les souhaits de ses habitants fondateurs

## Inscription sociale parfois difficile, mais réalisable
C'est en particulier le cas de l'inscription d'un projet de cohabitat dans les pratiques juridiques de tel ou tel pays.

### Allemagne
À Tübingen, des habitats participatifs ont vu le jour dans les années 1990 et 2000, dans une ancienne garnison des forces françaises en Allemagne, au sud de la ville. Elle est souvent citée comme la première ville en Europe où l’habitat participatif est devenu le modèle dominant de la construction de logements (environ 3 000). Parmi les principaux écoquartiers on trouve, : 
- Loretto Areal
- Französisches Viertel
- Mühlenviertel

### Belgique
Il existe plus de 200 projets d'Habitats Groupés ou d'Habitats Groupés Solidaires au sein de la fédération Wallonie - Bruxelles (Belgique francophone). Les premiers projets belges datent des années '70, avec des exemples comme le Hameau de Rosières ou La Placette à Wezembeek-Oppem, en périphérie bruxelloise. Ces premiers habitats groupés "auto-gérés" se sont largement développés en Belgique, mais aussi en Europe. Ces projets avaient une ambition commune : permettre à un groupe de personnes de cohabiter tout en développant un projet commun, principalement dédié à cette communauté d'habitants : projet social, écologique, culturel, d'agriculture, etc. La forme juridique la plus utilisée était alors la copropriété, bien que quelques projets se soient développés sous forme de coopératives, tel le projet de la Verte Voie du côté de Liège.
En 2006, une étude commanditée par le niveau fédéral (dans les 3 régions de la Belgique) a permis le développement d'un autre concept, celui d'habitat groupé solidaire. Le terme d'Habitat Solidaire se retrouve inscrit dans les Codes du Logement de Bruxelles et de la Région wallonne.

### Canada

#### Québec
Cohabitat Québec est un projet situé dans le quartier St-Sacrement dans la ville de Québec. Inauguré en juin 2013, le projet compte 42 unités d'habitation, en plus d'une maison commune dotée de « cuisine et salle à manger de grandes dimensions, une salle de jeu, des chambres d’invités, une buanderie, des articles de jardinage et un atelier pour bricoleurs ». La sociocratie y est pratiquée. Le projet a tout d'abord été pensé en 2003 par Michel Desgagné, décédé prématurément en janvier 2013 d'une méningite, 6 mois avant la livraison du projet. Les bâtiments sont certifiés LEED Platine et Novoclimat, comptant 10 maisons de ville et 32 appartements. Il est évalué à 11 millions de dollars.

### Danemark
L'un des premiers cohabitats serait danois, créé en 1972 pour 27 familles près de Copenhague, par un architecte et une psychologue.
Un article de 1967 écrit par Bodil Graae et intitulé « Chaque enfant devrait avoir 100 parents. » les aurait inspirés et ce concept aurait séduit 1,5 % des Danois (50 000 personnes environ) qui vivent aujourd'hui en cohabitats. Sur la base des retours d'expérience, les logements tendent à être plus petits qu'il y a 30 ans, avec des parties communes beaucoup plus vastes et plus de jardins où les cohabitants passent du temps, le cohabitat évoluant aussi vers l'écohabitat (ex : le quartier de Munksoegaard, près de Copenhague est cohabité par environ 100 familles avec une dimension de haute qualité environnementale et d'écomatériaux qui a été et reste prioritaire (ex les cinq salles communes sont en bottes de paille). Les cohabitats danois sont plutôt des initiatives privées, alors qu'en Suède l'État peut aider en offrant le terrain.

### États-Unis
Dans l'écovillage d'Ithaca (basse consommation), dans le comté de Tompkins (État de New-York), les résidents partagent une maison commune. Le premier quartier a été construit en 1997.

### France
Des expériences d'habitat collectif autogéré et/ou autoconstruit ont sans doute existé de tout temps. C'est une notion qui a connu un succès important avec le mouvement hippie et après mai 1968 notamment, durant les années 1970, mais les dispositions légales permettant la création ou l'existence de coopératives d'habitants ont été abrogées. Des expérimentations ont néanmoins continué à naître en France, dont avec l’association Habicoop qui promeut et accompagnement les coopératives d'habitants (en  coopératives locatives d’habitation et en coopératives d’habitants par capitalisation). En 2013,Cécile Duflot, ministre de l'égalité des territoires et du logement dépose à l'Assemblée nationale (le 26 juin 2013) un avant-projet de loi (projet no 1179) ; Projet de loi ALUR pour notamment encadrer les " logements participatifs ». Ce texte (dit loi ALUR) est discuté, amendé puis votée en 2014 ; il contient un chapitre VI (intitulé « Créer de nouvelles formes d'accès au logement par l'habitat participatif »).
Cette loi ALUR
- définit l'habitat participatif comme « une démarche citoyenne qui permet à des personnes physiques de s'associer, le cas échéant avec des personnes morales, afin de participer à la définition et à la conception de leurs logements et des espaces destinés à un usage commun, de construire ou d'acquérir un ou plusieurs immeubles destinés à leur habitation et, le cas échéant, d'assurer la gestion ultérieure des immeubles construits ou acquis. « En partenariat avec les différents acteurs agissant en faveur de l'amélioration et de la réhabilitation du parc de logements existant public ou privé et dans le respect des politiques menées aux niveaux national et local, l'habitat participatif favorise la construction et la mise à disposition de logements, ainsi que la mise en valeur d'espaces collectifs dans une logique de partage et de solidarité entre habitants »[14]. Ce chapitre de la loi s'inscrit dans une volonté plus large de « favoriser l'accès de tous à un logement digne et abordable ». 
Selon l'étude d'impact de la loi ALUR, cette « troisième voie pour le logement » désigne tout « regroupement de ménages mutualisant leurs ressources pour concevoir, réaliser et financer ensemble leur logement, au sein d’un bâtiment collectif », avec selon les cas des valeurs essentielles de non-spéculation, de solidarité, de mixité sociale, d'habitat sain et écologique[3]. La mutualisation d’espaces, de services et de ressources permettant de réduire les coûts et d'autres formes d'être ensemble. Il s'agit aussi d'une réappropriation de la conception et gestion du lieu et des conditions de vie. Le lien social et la responsabilité sont mis en avant dans une fabrication plus participative et moins consommatrice de la ville[3]. Selon l'étude d'impact, l’autopromotion de logements et les coopératives d’habitants sont encore très émergentes en France, mais reçoivent un soutien croissant des collectivités locales et des organismes de logement social[3].

- modifie le code de la construction et de l'habitation[15] en précisant que les sociétés d'habitat participatif peuvent se constituer sous deux formes :

1. la coopérative d'habitants
2. la société d'attribution et d'autopromotion (définie aux chapitres Ier et II du même titre de la loi AGUR)[16] et désormais régies par le chapitre II du Code de la construction et de l'habitation[17].
S'il y a création d'une coopérative d'habitants ou d'une société d'attribution et d'autopromotion, les éventuelles personnes morales qui y adhèrent ne doivent pas détenir plus de 30 % du capital social ou des droits de vote[18].

- permet à un organisme HLM ou certaines sociétés d'économie mixte[19] ou à certains organismes agréés[20] de dérogatoirement (par rapport aux articles L. 201-2 et L. 202-2 du code de la construction et de l'habitation) avoir un droit de jouissance sur un ou plusieurs logements ; ce nombre est fixé à proportion de sa participation dans le capital de la société[21].

- permet aux associés de ces sociétés (si elles sont constituées sous la forme de société civile) de ne répondre des dettes sociales à l'égard des tiers qu'à concurrence de leurs apports[22].

- Enfin, la décision régulièrement prise par toute société, quelle qu'en soit la forme, de modifier ses statuts pour les adapter au présent titre n'entraîne pas la création d'une personne morale nouvelle[23].

#### Société d'habitat participatif
- Elle a un objet limité à des « opérations de construction ou de gestion comprises dans un même programme, comportant une ou plusieurs tranches, d'un même ensemble immobilier » (Art. L. 200-7. du Code de la  construction et de l'habitation).
- Elle peut développer des activités et offrir des services à ses associés et, à titre accessoire, à des tiers non associés, selon des conditions fixées par décret en Conseil d'État (opérations faisant l'objet d'une comptabilité séparée[24].
- Elle doit préalablement au commencement de tous travaux de construction d'un immeuble, via son assemblée générale en « approuver les conditions techniques et financières d'exécution et fixer les bases selon lesquelles les différents éléments composant le prix de revient global sont répartis entre les locaux à édifier, afin de déterminer le prix de chacun d'eux » et  justifier d'« une garantie permettant de disposer des fonds nécessaires à l'achèvement de l'immeuble » (la nature et les modalités de cette garantie seront définies par décret en Conseil d'État (Art. L. 200-9 du code de la  construction et de l'habitation)
- Elle doit adopter une charte (via son assemblée générale des associés) fixant les règles de fonctionnement de l'immeuble, dont des lieux de vie collective cités au 4° de l'article L. 201-2 et au 3° de l'article L. 202-2[25]. Cette charte annexée au contrat de bail sera signée par tout locataires n'ayant pas la qualité d'associé avant son « entrée dans les lieux ». 
Chaque futur locataire à qui est proposé l'attribution d'un logement locatif social relevant d'une société d'habitat participatif doit recevoir la copie des statuts de la société et tout document que celle-ci a souhaité annexer à ces statuts, portant sur la participation des futurs habitants et sociétaires à la vie de la société d'habitat participatif. « Le refus ou le défaut d'attestation de transmission de ce document vaut refus par le futur locataire de la proposition d'attribution du logement. Les conditions particulières du bail signé ultérieurement par le locataire sont annexées aux documents susmentionnés »[26].

#### Société coopérative d'habitants
- Elle est créée par des particuliers qui ont décidé de se regrouper pour gérer « ensemble et de manière démocratique les logements qu’ils occupent dans un même immeuble ou sur un même terrain » (ces logements peuvent avoir été créé par une société d'autopromotion) ; C'est un modèle coopératif et collaboratif devenu assez courant en Norvège (avec 15 % du parc immobilier en Norvège soit 650 000 habitants et 40 % des logements à Oslo)[3], en Suisse (130 000 logements, soit 5 % du parc immobilier)[3] ou encore au Québec[3].
- Juridiquement, c'est une « sociétés à capital variable régies, sous réserve des dispositions du présent chapitre, par le chapitre Ier du titre III du livre II du code de commerce et par les titres Ier, II, II ter, III et IV de la loi n° 47-1775 du 10 septembre 1947 portant statut de la coopération. Elles peuvent être valablement constituées sous les différentes formes prévues par la loi »[27].
- Elle a pour  objet[28] de « fournir à leurs associés personnes physiques la jouissance d'un logement à titre de résidence principale et de contribuer au développement de leur vie collective dans les conditions prévues au présent article ».

Pour cela elle peut :
1. Acquérir un ou plusieurs terrains ou des droits réels permettant de construire ;
2. Construire ou acquérir des immeubles à usage principal d'habitation destinés à leurs associés ;
3. Attribuer la jouissance de ces logements à leurs associés personnes physiques au moyen du contrat coopératif [29] ;
4. Gérer, entretenir et améliorer leurs immeubles ;
5. Entretenir et animer des lieux de vie collective ;
6. Offrir des services à leurs associés et, à titre accessoire, à des tiers non associés.

« Un décret en Conseil d'État proposera des dérogations à l'obligation d'établir sa résidence principale dans l'immeuble de la société coopérative régie par l'article L. 201-1.
- Elle peut (via ses statuts et à certaines conditions[30]) ouvrir des services[31] à des tiers non associés (avec alors une comptabilité séparée et un chiffre d'affaires  n'excédant pas un pourcentage du capital social ou du chiffre d'affaires de la société (qui sera précisé par décret en Conseil d'État).

- Elle peut interdire via ses statuts que ses parts sociales soient cédées ou remboursées avant l'attribution en jouissance des logements (sauf dérogation qui seront prévues par décret (Art. L. 201-4)[32]. Cet article permet à la société de stabiliser ses ressources financières durant le temps de la construction ou appropriation de l'immeuble[33].

- Elle doit en cas de cession des parts sociales des sociétés coopératives, leur fixer un prix ne dépassant pas le montant nominal de ces parts sociales « augmenté d'une majoration qui, dans la limite d'un plafond prévu par les statuts, tient compte de l'indice de référence des loyers »[34] (sous peine de nullité de la vente) ; 
« Un associé coopérateur peut se retirer de la société après autorisation de l'assemblée générale des associés.  Toutefois, si l'associé cédant ses parts ou se retirant présente un nouvel associé, cette autorisation ne peut être refusée que pour un motif sérieux et légitime. L'assemblée générale n'est pas tenue d'accepter comme associé la personne proposée par l'associé cédant ses parts ou se retirant et peut accepter le retrait ou la cession en agréant une autre personne, sans avoir à motiver sa décision. En cas de refus injustifié, le retrait ou la cession peut être autorisé par le juge, saisi dans le délai d'un mois à compter de la notification du refus ». 
En cas de retrait, Le prix maximal de remboursement des parts sociales des sociétés coopératives est limité au montant nominal de ces parts sociales, augmenté d'une majoration dont le plafond est prévu dans les statuts (plafond n'excédant pas l'évolution de l'indice de référence des loyers, et montant n’excédant pas le prix maximal de cession des parts sociales défini par la loi ALUR. 
L'exclusion d'un associé, par l'assemblée générale exige « un motif sérieux et légitime » et « Le prix maximal de remboursement des parts sociales de l'associé exclu est limité au montant nominal de ces parts sociales, augmenté d'une majoration qui, dans la limite d'un plafond prévu par les statuts, correspond à l'évolution de l'indice de référence des loyers. L'associé exclu dispose d'un recours devant le juge, saisi dans le délai d'un mois à compter du jour où il a reçu notification de cette décision ». 
Un associé démissionnaire, exclu ou cédant ses parts sociales ne supporte pas la quote-part des pertes afférentes aux amortissements de l'ensemble immobilier. et « Les sommes versées par l'associé démissionnaire ou l'associé exclu au titre de la libération de ses parts sociales sont remboursées à cet associé, après déduction des charges et frais occasionnés à la société par la démission ou l'exclusion de l'associé. L'appréciation du montant de ces charges et frais peut faire l'objet d'une évaluation forfaitaire faite par les statuts dans les limites fixées par décret en Conseil d'État ».
- Elle fait des « provisions pour gros travaux d'entretien et de réparation, pour vacance des logements et pour impayés de la redevance »(un décret en Conseil d'État ne précisera les conditions)[35].
- Elle fait participer chaque associé aux charges de services collectifs et d'équipement commun selon un règlement adopté en assemblée générale des associés avant toute entrée dans les lieux, et selon des modalités de répartition de ces charges prévues entre les associés (règlement annexé au contrat coopératif)[36].
- Elle conclut un contrat coopératif  entre la société coopérative d'habitants et chaque associé coopérateur (avant l'entrée en jouissance du logement), qui confère à l'associé un droit de jouissance sur un logement, en rappelant notamment 1° La désignation et la description du logement et des espaces à usage commun (des associés coopérateurs) ; 2° Les modalités d'utilisation des espaces communs ; 3° La date d'entrée en jouissance ; 4° L'absence de maintien de plein droit dans les lieux prévue à l'article L. 201-9 ; 5° Une estimation du montant de la quote-part des charges mentionnées à l'article L. 201-7 que l'associé coopérateur doit acquitter pour la première année d'exécution du contrat ; 6° Le montant de la redevance que l'associé doit payer, sa périodicité et, le cas échéant, ses modalités de révision, en précisant a) La valeur de la partie de la redevance correspondant à la jouissance du logement, appelée fraction locative ; et b) La valeur de la partie de la redevance correspondant à l'acquisition de parts sociales, appelée fraction acquisitive. Si ce contrat est signé avant l'entrée en jouissance « aucun versement ne peut être exigé au titre de la redevance dès lors que la jouissance n'est pas effective »
- Elle accorde deux ans de délais pour signer un contrat coopératif en cas de décès d'un associé coopérateur, à ses héritiers ou légataires[37], mais toute perte du statut d'associé coopérateur entraîne la cessation du contrat coopératif et la perte du droit de jouissance.
- Elle fait procéder périodiquement à une « révision coopérative » (examen de sa situation technique et financière et de sa gestion, dans des conditions fixées par décret en Conseil d'État[38]) et en cas de dissolution, verse (par décision de l'assemblée générale) l'actif net subsistant (après extinction du passif et remboursement du capital effectivement versé sous réserve de l'application des articles 16 et 18 de la même loi)  à d'autres coopératives d'habitants ou à une union les fédérant ou à tout organisme d'intérêt général destiné à aider à leur financement initial ou à garantir l'achèvement de la production de logement[39].
- Elle permet que des parts sociales en industrie (« apport travail », dont le nombre minimal d'heures et les conditions seront définies par décret en Conseil d'État) soient souscrites par les coopérateurs lors de la phase de construction ou de rénovation du projet immobilier ou lors du bâti, « sous réserve notamment d'un encadrement technique adapté et d'un nombre d'heures minimal » (fixé en assemblée générale par vote unanime des coopérateurs). Ces parts doivent être intégralement libérées avant la fin desdits travaux et sont plafonnées au montant de l'apport initial demandé aux coopérateurs. Ces parts, cessibles ou remboursables après 2 ans et à certaines conditions concourent à la formation du capital social.

#### Société d'attribution et d'autopromotion
L'autopromotion consiste pour des particuliers à se regrouper pour « concevoir, de financer et de réaliser ensemble un projet immobilier, conçu pour répondre à leurs besoins en matière de logement, à leurs attentes sociales, ainsi qu’à leurs possibilités de financement. Ce concept est assez développé dans le nord de l’Europe et notamment en Allemagne. Une fois les logements construits et livrés, l’autopromotion peut aboutir à une copropriété classique, à une société d’attribution, ou prendre la forme d’une coopérative d’habitants ».
- La société d'attribution et d'autopromotion est une société à capital variable régie, sous certaines réserves par le code de commerce. Elle peut prendre diverses formes légales[40]. Elle donne à des « associés personnes physiques » la propriété ou la jouissance d'un logement (en résidence principale) et entretient et anime les lieux de vie collective qui y sont attachés, par :

1. acquisition d'un ou plusieurs terrains ou des droits réels permettant de construire ;
2. acquisition ou construction d'immeubles à usage d'habitation en vue de leur division par fractions destinées à être attribuées aux associés en propriété ou en jouissance à titre de résidence principale ;
3. gestion, entretien et amélioration d'immeubles leur appartenant ainsi que les lieux de vie collective qu'ils comportent ;
4. Offre de services aux associés et accessoirement à des tiers (selon les conditions fixées par décret en Conseil d'État et avec une comptabilité séparée) à condition d'avoir un chiffre d'affaires inférieur à un pourcentage du capital social ou du chiffre d'affaires de la société (également déterminé par décret en Conseil d'État). 
 Les statuts optent dès leur création pour l'attribution des logements en jouissance ou en propriété, avec obligation d'établir sa résidence principale dans l'immeuble de la société, sauf dérogations dont les conditions seront précisées par décret[41]. Un « état descriptif de division » est fait, qui distingue les parties communes et privatives en fixant, dans le respect de la loi no 65-557 du 10 juillet 1965  le statut de la copropriété des immeubles bâtis, et un règlement conforme à cette loi, annexé aux statuts de la société. 
En cas d'attribution en jouissance, un « règlement en jouissance » (à annexer aux statuts) précise aussi les parties communes et privées et leurs destinations et, s'il y a lieu, celle des parties communes affectées à l'usage de tous les associés ou de plusieurs d'entre eux. L'état descriptif de division, les règlements et  dispositions corrélatives des statuts doivent être « adoptés avant tout commencement des travaux de construction ». 
Les associés doivent répondre aux appels de fonds nécessités par la construction de l'immeuble, en proportion de leurs droits dans le capital[42].  Les droits sociaux d'un associé défaillant peuvent, (un mois après une sommation de payer restée sans effet) être mis en vente publique[43]. Les associés ont des droits, des devoirs et des pouvoirs de vote précisés par la loi ou par décret en Conseil d'État ; ils sont tenus de participer aux charges (services collectifs et les éléments d'équipement communs)[44]. L'assemblée générale adopte une charte fixant les règles de fonctionnement de l'immeuble et des lieux de vie collective à faire signer par les nouveaux locataires avant leur arrivée et à annexer à leur contrat de bail.

## Relation avec les tiers

### Relations avec les collectivités
Les projets d'habitat participatif semblent de plus en plus soutenus par les collectivités territoriales. 
Ces dernières y trouvent plusieurs avantages :
- une accession à la propriété facilitée pour de nombreux jeunes ménages ;
- le développement d'immeubles et quartiers à grande qualité de vie, ou la restauration d'habitat anciens (loft, friches industrielles) souvent sans contribuer à l’étalement urbain ; Ces habitants organisent en outre souvent leur vie pour être moins dépendant de l'automobile et ont donc moins de besoins en infrastructures routières. Ils produisent moins de déchets et compostent volontiers leurs déchets organiques. Ils coûtent donc moins cher aux collectivités qui les accueillent ;
- le développement d'initiatives collectives d’habitants, qui s’impliquent durablement dans la vie sociale du quartier et l'écocitoyenneté, contribuant au dynamisme et parfois à l'attractivité de la ville ;
- un habitat semi-partagé favorisant la mixité et les liens de solidarité et les échanges intergénérationnels, voire les échanges villes-campagne (quand des liens se tissent avec une AMAP proche par exemple) ;
- un frein à la spéculation et à l'inflation foncière et immobilière ; l'habitat participatif peut modérer les prix de marché, et certaines collectivités offrent parfois le terrain aux habitants pour construire ou créer des jardins partagés

En France, le nombre de collectivités territoriales qui se montrent intéressées et qui soutiennent ces projets ne cesse d'augmenter, avec la création en 2010 du réseau national des collectivités pour l'habitat participatif (RNCHP) qui réunit les collectivités (communes, intercommunalités, régions…) souhaitant mutualiser leurs expériences en la matière.  Bordeaux, Grenoble, Montreuil, Lille, Rennes, Strasbourg Toulouse, Villeurbanne et les conseils régionaux d'Île-de-France et de Rhône-Alpes semblent avoir été pionniers dans le soutien à de tels projets et cherchent à les encourager via des appels à projet ou le soutien à la recherche et à l'innovation sociale.

### Relations avec les organismes de logement social
Ces organismes (dont en France les coopératives HLM) sont déjà dans certains pays des partenaires actifs d'expérimentations ou de projets de routines d'habitats participatifs, en lien avec les collectivités locales souvent. 
Ils peuvent  atteindre leurs objectifs sociaux et aussi :
- sécuriser les projets auprès des partenaires financiers et des professionnels ;
- faire le portage foncier et/ou financier de l'opération dès son démarrage ;
- accompagner le projet par des opérations conjointes favorisant par exemple la mixité sociale et la réduction des coûts (bénéficiant alors en contrepartie, d'un droit de jouissance sur un nombre de logements fixé à proportion de sa participation dans le projet, permettant l’accueil de personnes "sous plafond de ressource".
- diversifier leurs savoirs et savoir-faire en termes d'ingénierie participative et citoyenne, tout en diversifiant aussi leur parc de logement
- améliorer la qualité technique, architecturale et environnementale
- favoriser la pérennisation de l’habitat et de son environnement qui est alors mieux entretenu, en grande partie par les habitants eux-mêmes

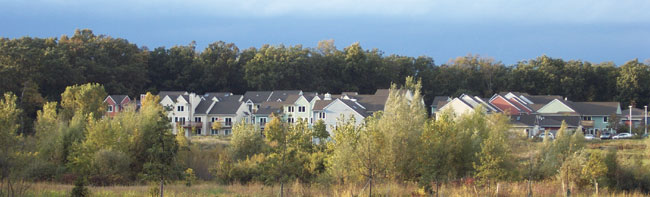
Panorama de l'écovillage de la Sunward Cohousing community, qui illustre le schéma du groupe de maisons construites autour d'une maison commune, entouré d'espaces verts ou cultivés, avec espaces de parking relégués en périphérie Ann Arbor (Michigan), 2003

## Événements en lien avec le cohabitat
Des journées européennes de l'habitat participatif sont organisées chaque année en Europe, avec des conférences, portes-ouvertes... En 2014, elle a eu lieu le samedi 17 mai et était représentée essentiellement par la France, la Belgique, les Pays-Bas et le Royaume-Uni.
Des rencontres nationales associatives de l'habitat participatif en France ont également eu lieu en 2010.

#### Ouvrages
- Diana Leafe Christian, Vivre autrement. Écovillages, communautés et cohabitats, Sylvie Fortier (trad.), Montréal, Écosociété, 2015 (2003), 445 p., (ISBN 2-923165-24-1).
- Yves Connan, L'habitat groupé participatif, Rennes, Ouest-France, 2012, 143 p.
- Pascale d'Erm, Vivre ensemble autrement : Écovillages, écoquartiers, habitats groupés, Paris, Ulmer, 2009, 143 p.
- Pascal Greboval, Vivre en habitat participatif, Paris, Alternatives, 2013, 192 p., (ISBN 978-286227-706-6).
- Christian Lagrange, Habitat groupé : Écologie, participation, convivialité, Mens, Terre vivante, 2008, 144 p.
- Matthieu Lietaert (éd.), Le Cohabitat : Reconstruisons des villages en ville, Mons, Couleur livres, 2012, 154 p., (ISBN 978-2-87003-574-0). Avec le DVD : Vivre en cohabitat.
- Marthe Marandola, Cohabiter pour vivre mieux, Paris, Jean-Claude Lattès, 2009, 233 p., (ISBN 978-2-7096-3079-5).
- Kathryn McCamant et al., Cohousing : A Contemporary Approach to Housing Ourselves, Berkeley, Ten Speed Press, 1994 (1988), 288 p., (ISBN 0898155398).

#### Thèses, actes, articles, chapitres et rapports
- Association éco habitat groupé, Actes du neuvième forum de l’habitat groupé du 15 novembre 2009 : De l’habitat groupé à l’écoquartier, 2009.
- Association écoquartier, Vivons ensemble ! De la charte à la gouvernance de quartier : outil d'aide à l'élaboration et à la mise en œuvre d'une charte d'(éco)quartier, Lausanne, Association écoquartier, 2015, 40 p.
- Association éco-quartier Strasbourg, Le livre blanc de l'habitat participatif, Strasbourg, Association éco-quartier Strasbourg, 2011, 69 p.
- Marie-Hélène Bacqué et Claire Carriou, « Participations et politiques du logement, un débat qui traverse le vingtième siècle », in Marie-Hélène Bacqué et Yves Sintomer, La démocratie participative : histoire et généalogies, Paris, La découverte, 2018 (2011), 288 p.
- Marion Carrel, « Faire participer les habitants ? La politique de la ville à l’épreuve du public », Annuaire des collectivités locales, 26, 2006, p. 649-656.
- Christine Champagne, Développement écovillageois et renouvellement de l'habiter rural : le cas de Saint-Camille au Québec, mémoire de master, Montréal, Université du Québec à Montréal, 2008, 218 p.
- Camille Devaux, Concevoir le logement « autrement » : l'exemple des coopératives d'habitants, mémoire de master, Paris, Institut d’urbanisme de Paris, 2009.
- Habiter autrement, « Co-Housing, Co-habitat - Danemark, Suède. Entre communauté et bon voisinage intelligent, les considérations écologiques donnent un nouveau souffle à ce concept », Habiter autrement [site internet], 26.01.2015.
- Annalisa Iorio, « Espace pensé, espace rêvé : La relation à l'espace dans les projets émergents de cohabitat », Journal des anthropologues, 134-135, 2013, p. 129-152.
- Annalisa Iorio, « Habitat et participation. Une approche anthropologique de projets d’habitat alternatif dans les contextes italien et français », communication à la deuxième journée doctorale sur la participation du public et la démocratie participative, Paris, École des hautes études en sciences sociales, 2011, 17 p.
- Les ateliers de la citoyenneté, Habitat et âges de la vie, L’habitat groupé, d’une aspiration personnelle à une politique publique ?, Grenoble, Les ateliers de la citoyenneté, 2007, 12 p.
- Les habiles, Rencontre habitat groupé du 17 mai 2008 : Les montages financiers et juridiques pour des « projets simples », 2008.
- Lucie Le Jeune, Habiter autrement, du squat à la coopérative d’habitants : Entre innovation et transformation sociale, mémoire de séminaire Économie sociale et développement, Grenoble, Université Pierre Mendès France, 2009, 151 p.
- Matthieu Lietaert, « Vivre en cohabitat, reconstruire des villages en ville », La revue nouvelle, 2, 2008, p. 54-61.